# Just Sex and Nothing Else
Just Sex and Nothing Else (Csak szex és más semmi) è un film di Krisztina Goda del 2005.

## Trama
Dóra è una ragazza trentaduenne single e molto attraente che lavora come scrittrice di sceneggiature teatrali. Un giorno si ritrova nuda fuori da un balcone dove scopre che il suo fidanzato la tradisce con un'altra donna incinta e soffre molto dato che anche lei vorrebbe essere incinta. Mentre si trovava fuori dal balcone conosce Tamas, un uomo attraente che poi ritroverà alle prove dello spettacolo teatrale. Mentre Dora prova a fare l'attrice assieme al don Giovanni Tamas, cerca di trovare del sesso e basta solamente per rimanere incinta.

## Distribuzione
Il film è stato prodotto da Megafilm ed è stato presentato a numerosi festival cinematografici in Europa e in America settentrionale, riscuotendo un buon successo per la regia al Chicago International Film Festival dove ha otteneuto una nomina al Gold Hugo e vincendo il premio di migliore attrice all'Hungarian Film Critics Awards.

## Riconoscimenti
- 2006 - Chicago International Film Festival
  - Nomina al Gold Hugo a Krisztina Goda
- 2006 - Hungarian Film Critics Awards
  - Migliore attrice a Judit Schell

## Curiosità
- Nella scena in cui Dóra viene seguita da Tamás in metropolitana quest'ultimo viene fermato da un controllore che accorgendosi del comportamento e del buffo vestiario che indossa lo invita a tirare fuori un biglietto o un abbonamento. La scena è un chiaro riferimento al film "Kontroll" girato due anni prima sempre con lo stesso Csányi in qualità di protagonista.
- L'attore Zsolt Nagy aveva già recitato la parte di un controllore della metropolitana nel film "Kontroll" girato due anni prima.